# Sun-Zhigang-Vorfall
Der Sun-Zhigang-Vorfall (chinesisch 孙志刚事件) bezieht sich auf den Tod des Wanderarbeiters Sun Zhigang in der Stadt Guangzhou im Jahre 2003. Er wurde von Chinas Verhaftungs- und Rückführungssystem (englisch Custody and Repatriation; kurz: C&R) ergriffen und eingesperrt. Während der Inhaftierung verstarb Sun infolge physischer Misshandlungen. Der Vorfall erhielt massive Aufmerksamkeit in den chinesischen Medien und im Internet, mit der Folge, dass das C&R-System durch die Regierung abgeschafft wurde.

## Das Opfer
Sun Zhigang (chinesisch: 孙志刚; * 1976; † 2003)  aus Huanggang, Provinz Hubei, absolvierte die Universität für Wissenschaft und Technologie in Wuhan (heute Textiluniversität Wuhan). Nach dem chinesischen Neujahr 2003 ging er in die an der Küste gelegene Provinz Guangdong. Diese Gegend liegt in Südchina und hängt wirtschaftlich von Wanderarbeitern ab. Zuerst fand Sun eine Arbeitsstelle in Shenzhen, wechselte jedoch später nach Guangzhou, um dort für die Kleiderfirma Daqi zu arbeiten.

## Verhaftung und Tod
Der 27 Jahre alte Sun Zhigang verstarb am 20. März 2003 in einem Gefängniskrankenhaus in Guangzhou. Er wurde verhaftet, nachdem er bei einer Polizeikontrolle nicht in der Lage war, seine Aufenthaltsgenehmigung und seinen Personalausweis vorzuweisen. Eine Aufenthaltsgenehmigung hatte er gar nicht beantragt und seinen Personalausweis nicht bei sich geführt. Sein gemeldeter Wohnsitz war bei seiner Familie in Hubei. Sun rief Freunde an, die ihm seinen Personalausweis bringen sollten.
Drei Tage später rief ein Freund die Familie an, um von Suns Tod zu berichten. Eine offizielle Autopsie in Zhongshan, die von der Familie beauftragt wurde, ergab schwere körperliche Verletzungen, die 72 Stunden vor seinem Tod entstanden sein müssen. Das Gefängniskrankenhaus gab jedoch an, dass die Ursache seines Todes einen Herzinfarkt oder ein Schlaganfall gewesen sei.

## Reaktionen
Suns Familie informierte am 25. April Enthüllungsreporter der Southern Metropolis Daily in Guangdong. Da dies während der SARS-Epidemie geschah und die Regierung mit der Zensur bezüglich dessen überlastet war, konnten sich Nachrichten über Suns Tod, die Empörung von Suns Freunden und Sympathisanten rasend verbreiten. Manche glaubten, dass die Regierung Postings zensiere, während die meisten Menschen allerdings Reaktionen von der Regierung erwarteten, aber die Aufmerksamkeit war nur auf den Sun-Vorfall, doch nicht auf das generelle C&R-Problem gerichtet.
Zwei Gruppen hochrangiger chinesischer Rechtswissenschaftler schrieben an den Nationalen Volkskongress. Sie stellten dabei die Verfassungsmäßigkeit von C&R in Frage. Ein besonderes Problem mit den Vorschriften bestand darin, dass sie zwar als Regulierung vom Staatsrat angenommen worden waren, jedoch nicht als Gesetz durch den Kongress verabschiedet wurden. Eine Argumentationsweise begründete sich dadurch, dass die C&R-Regelung als verfassungswidrig angesehen werden müsse, da die Bürgerrechte der Wanderarbeiter nicht gegeben seien. Wie in vielen anderen Ländern sieht auch das chinesische Recht keine verfassungsrechtliche Überprüfung durch Richter vor. Und wie in anderen Systemen ohne Verfassung (z. B.  Großbritannien) muss der Gesetzgeber bzw. die Verwaltung statt der Richter die nicht verfassungsmäßigen Gesetze ändern. Es gab in dieser Richtung einige Bewegungen für gesetzlichen Reformern, um Gerichte und Bürokratie zu benutzen, um mit dem Konstitutionalismus zu experimentieren.
Ein ähnliches Argument war, dass die C&R-Verordnungen gegen das Verwaltungsgesetz von 1996 verstoßen, in dem es heißt, dass Verwaltungsstrafen, die die persönliche Freiheit einschränken, nur durch Gesetze genehmigt werden können, die vom [vollen] Kongress verabschiedet wurden. Beide Kritiken spiegeln Aussagen wider, die in früheren Jahren von Anwälten und Rechtswissenschaftlern veröffentlicht wurden.
Außer den juristischen Problemen, gab es auch Zeugenberichte, dass die Haftbedingungen unter dem C&R-System schlimmer als in Gefängnissen oder Umerziehungslagern seien. Darunter fallen körperliche Misshandlungen und verlängerte Inhaftierungen ohne Gerichtsverfahren. Außerdem würde die Polizei das System für Entführungen nutzen, um dadurch Gelder von Familienangehörigen zu erpressen, die die Höhe der anfallenden Aufwendungen übersteigen. Diese Berichte spiegeln die zuvor ignorierten Warnungen wider.

## Untersuchung
Cheng Yizhong, Chefredakteur der Southern Metropolis Daily, und drei weitere Redakteure wurden wegen Korruption im Zusammenhang mit dem Sun-Vorfall und anderer Vergehen belangt. Ihnen wurde Veruntreuung lokaler staatseigenen Unternehmen vorgeworfen. Menschenrechtsanwälte behaupteten, dass diese Aktionen die Rache lokaler Beamter gegenüber Journalisten sei, die sich für Pressefreiheit aussprechen. Aus welchem Grund auch immer, die sie verteidigenden Rechtsanwälte konnten rasch ihre Freilassung erwirken; für die anderen wurden die Strafen reduziert. Menschenrechtsanwälte sehen den Sun- und Cheng-Fall als Sieg für die anwachsende Weiquan-Bewegung.
Im Juni 2003 wurden zwei Personen, die direkt für den Mord verantwortlich waren, zum Tode verurteilt; eine Hinrichtung davon ist noch ausstehend. Zehn weitere Beteiligte wurden zu sechs Monaten bis lebenslänglicher Gefängnisstrafe verurteilt. Sechs Beamte wurden wegen Missbrauchs zu Haftstrafen von zwei bis drei Jahren verurteilt; später wurde auch eine Krankenschwester zu zwei Jahren Gefängnis verurteilt. Die Ermittlungsergebnisse wurden kritisiert, da die Polizei Untersuchungen durchführte, aber keine Schuldigen in den eigenen Reihen fand.

## Vermächtnis
Am 20. Juni 2003 kündigte Premier Wen Jiabao die Abschaffung des C&R-Systems zum 1. August an. Die Haftzentren würden durch Servicecenter ersetzt, um armen Bettlern oder Obdachlosen unter den neuen Maßnahmen zur Unterstützung von Vagabunden und Bettlern ohne Unterstützung in Städten zu helfen. Diese Zentren dürfen keine Gebühren von deren Familien erheben oder diese zur Arbeit verpflichten. Das Hukou-System zur Niederlassungs- und Arbeitserlaubnis für Wanderarbeiter bleibt unverändert bestehen.